# Esenbeckia decidua
Esenbeckia decidua är en vinruteväxtart som beskrevs av J.R. Pirani. Esenbeckia decidua ingår i släktet Esenbeckia och familjen vinruteväxter. Inga underarter finns listade i Catalogue of Life.